# Capitolium (Brescia)

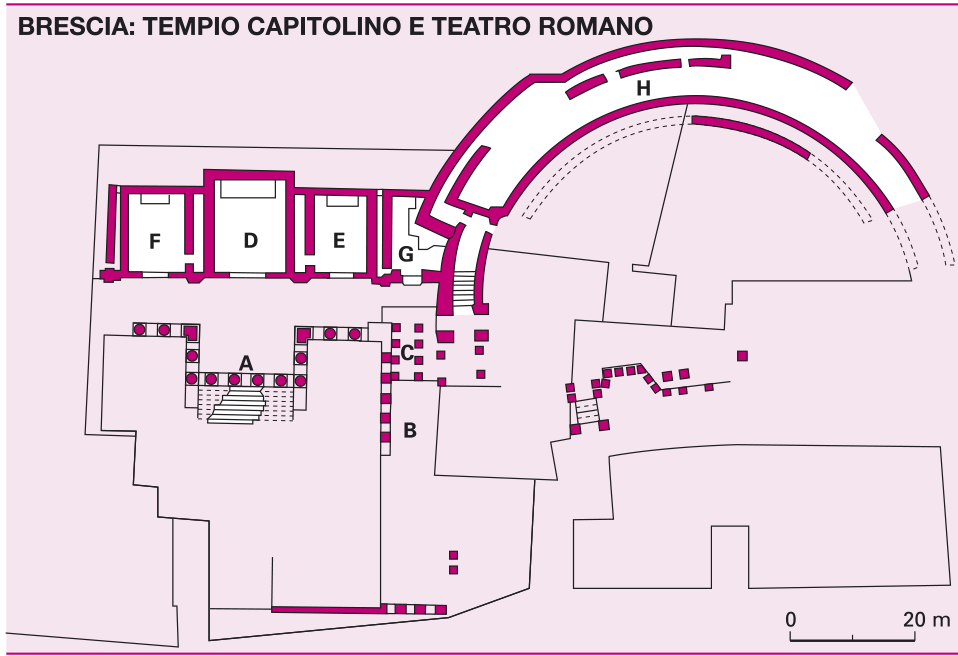
Pianta del Tempio Capitolino (o Capitolium) e del Teatro romano di Brescia. Scala 0:20 m. (A) Pronao, (B) Stilobate, (C) Aula dei Pilastrini, (D)-(E)-(F)-(G) Celle del Capitolium, (H) Teatro romano. In Guida Rossa Lombardia Touring Club Italiano.

Il Capitolium o Tempio Capitolino è un tempio romano situato a Brescia in Piazza del Foro, lungo via dei Musei, il nucleo dell'antica Brixia romana. Insieme al teatro, ai resti del foro cittadino e degli scavi archeologici di palazzo Martinengo costituisce il più importante complesso di rovine e resti di edifici pubblici d'età romana presenti nell'Italia settentrionale.
Nel 2011 il complesso monumentale è stato dichiarato dall'UNESCO, unitamente al complesso monastico del museo di Santa Giulia, patrimonio mondiale dell'umanità, facente parte del sito seriale Longobardi in Italia: i luoghi del potere (568 - 774 d.C.).
Il 5 maggio 2023 è stato inoltre apposto lo Scudo Blu, simbolo internazionale di protezione dei beni culturali dai conflitti armati previsto dalla Convenzione dell'Aja del 1954.

## Storia

### La costruzione del tempio
La costruzione dell'edificio, così come del nuovo complesso monumentale del foro, è da attribuire a Vespasiano, nel 73 d.C. La sua "paternità" è confermata infatti dalla scritta originale riportata sul frontone che così recita:
Il tempio fu a sua volta realizzato sopra un precedente tempio repubblicano, in occasione della vittoria dell'allora imperatore, appunto Vespasiano, sul generale Vitellio, nella pianura tra Goito e Cremona. Brescia, infatti, aveva contribuito al buon esito dello scontro inviando un cospicuo numero di uomini, venendo così premiata dal futuro imperatore. Distrutto da un incendio durante le incursioni barbariche che afflissero l'Europa nel IV secolo d.C. e mai più ricostruito, venne in seguito sepolto da uno smottamento del colle Cidneo, durante il medioevo.
Il complesso monumentale fu riportato alla luce solamente nel 1823, grazie all'appoggio del comune, di privati e dell'Ateneo di Brescia, che demolendo le case popolari e il piccolo parco (il cosiddetto Giardino Luzzaghi), realizzati anni prima sul terreno ormai sopraelevato rispetto alla costruzione, riportando alla luce l'antico centro della Brescia romana.

### La riscoperta

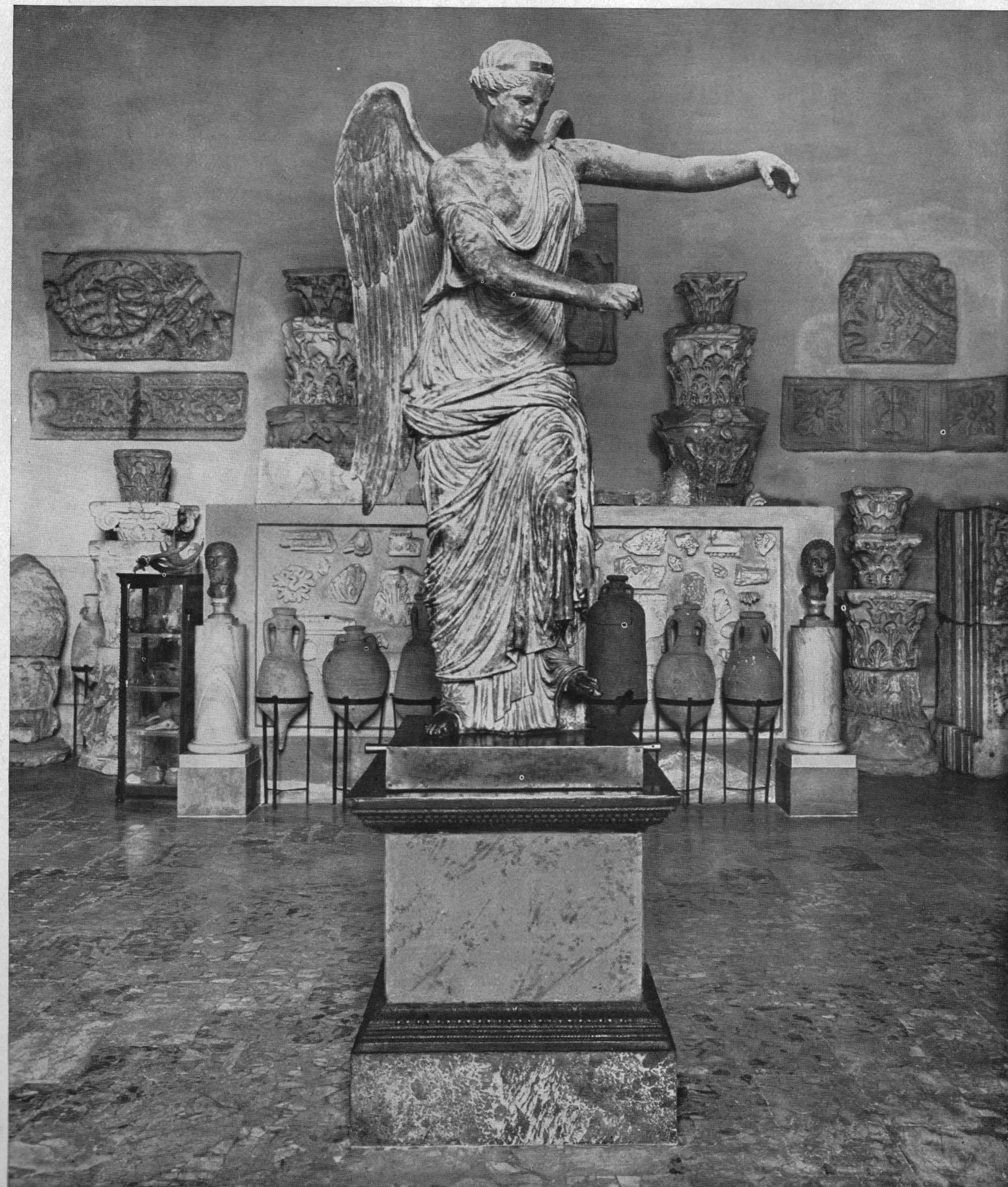
Foto del 1930 circa con la prima disposizione museale dei reperti romani di Brescia

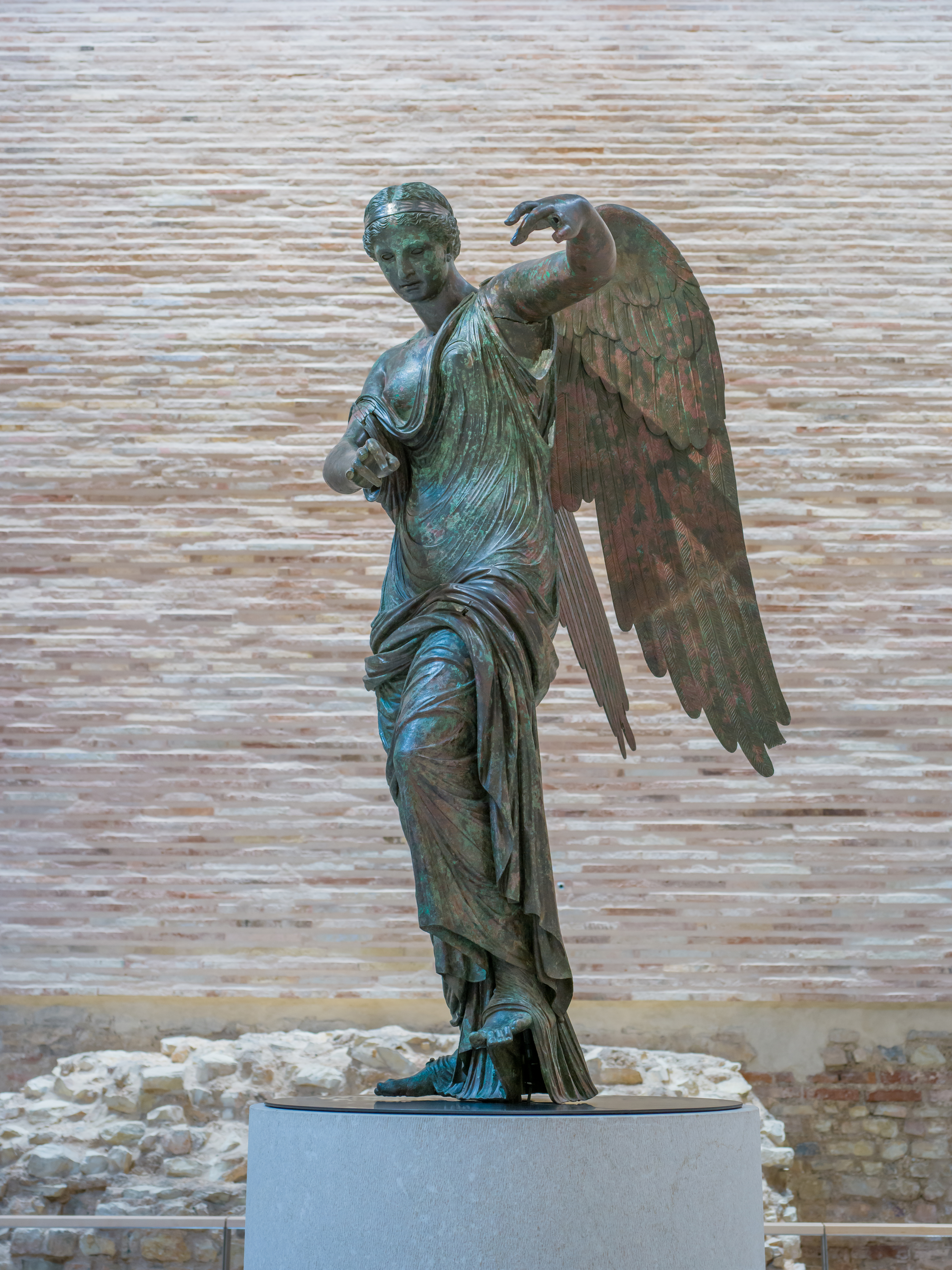
La Vittoria alata dopo il restauro nel 2021.

Nel 1826, oltretutto, nell'intercapedine del muraglione che isola il tempio dal Colle Cidneo fu rinvenuto il gruppo dei bronzi romani, comprendente i cinque ritratti bronzei tardo imperiali e la nota Vittoria alata ed altri oggetti, il tutto probabilmente seppellito per nasconderlo alla violenza di un assedio o saccheggio, oppure alla sistematica distruzione degli idoli pagani da parte dei cristiani. Il complesso fu parzialmente ricostruito fra il 1935 e il 1938 attraverso l'utilizzo di laterizi, i quali permisero la ricomposizione delle colonne corinzie, di parte del pronao e delle tre celle posteriori alla facciata. Il progetto avrebbe dovuto essere più ampio: si sarebbero infatti dovuti demolire praticamente tutti gli edifici che occupavano lo spazio del foro (tranne palazzo Martinengo Cesaresco e la chiesa di San Zeno al Foro) fino all'antica basilica romana in piazzetta Labus, scavare fino all'originario livello del terreno e restaurare o ricostruire la maggior parte delle colonne del porticato attorno alla piazza. Sarebbero quindi stati posizionati dei ponti di collegamento per permettere una panoramica delle rovine dall'alto (la stessa via Musei sarebbe diventata, in quel tratto, niente più che un ponte) con delle scale che vi scendevano in più punti. Il progetto non fu mai totalmente messo in pratica e ci si limitò a mettere a nudo e ristrutturare l'unica colonna del foro ancora integra, ancora oggi ben visibile in piazza del Foro.
Alcuni elementi strutturali che affioravano dal terreno furono riutilizzati come materiale da costruzione, ad esempio le formelle che probabilmente decoravano il soffitto del pronao, reimpiegate nella facciata della chiesa del Santissimo Corpo di Cristo.

## Le rovine

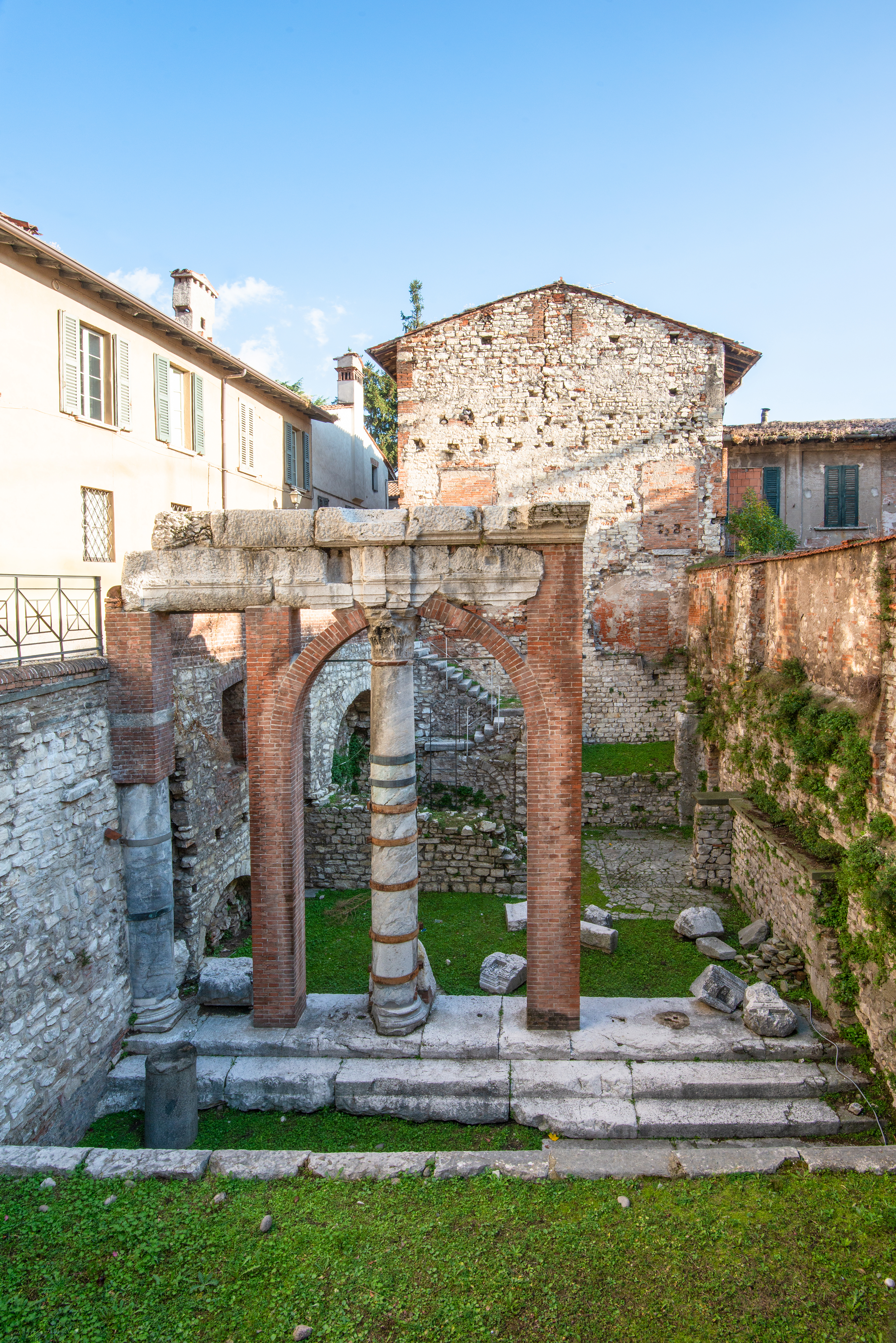
L'unica colonna rimasta dei portici del foro di Brescia

Il complesso è appunto situato in via Musei, nel cuore del centro Storico della città di Brescia, e si affaccia imponente sull'omonima piazza del Foro realizzata in epoca successiva, sulla base dell'originale foro romano, rialzata dunque di circa 4,5 m rispetto al livello delle rovine; queste ultime sono poste all'altezza dell'antico decumano massimo, alle quali si può oggi accedere tramite scale appositamente realizzate.
L'impianto del tempio è quello del classico capitolium romano a tre celle, cioè prostilo, con il colonnato solamente in zona anteriore e chiuso da un muro ai lati e posteriormente. In questo caso, comunque, l'impianto è leggermente più articolato, essendo presente un corpo centrale più sporgente affiancato su entrambi i lati da altri due porticati della medesima altezza. Dietro l'avancorpo della facciata esastila (ovvero con sei colonne sul fronte principale) in stile corinzio, si aprono tre celle separate da intercapedini, ognuna ospitante un altare dedicato a tre rispettive divinità, la cosiddetta triade capitolina: Minerva, Giove e Giunone. Pregevole e ben conservata è la soglia della cella centrale, la più ampia, realizzata in marmo di Botticino.
Si trova in questa cella anche il più imponente dei tre podi, posti al centro di ognuno dei sacelli, sul quale si osserva uno zoccolo in pietra a due gradini. La cella centrale e quella di sinistra sono tutt'oggi provviste dell'originale pavimentazione, in marmo e breccia africana, ornati da bellissimi mosaici ben conservati e restaurati, mentre è andato perduto quello della cella di destra. La cella centrale del tempio, inoltre, ospita alle pareti un esteso lapidario, istituito nel 1830 e ampliato nei decenni successivi, dove sono conservate ed esposte numerose opere romane in pietra tra cui are, iscrizioni onorarie e sepolcrali, stele funerarie, miliari e basi di monumenti.
È quasi accertata la presenza di una quarta cella, situata più a est. È infine presente un'ultima cella, che faceva parte dell'antico tempio repubblicano sul quale venne poi edificato il Capitolium; la cella è dunque situata al di sotto della struttura di epoca imperiale, essendo essa stessa risalente al I secolo a.C.. Dal 2015, inoltre, è stata aperta al pubblico dopo il restauro degli affreschi, preservatisi eccezionalmente, che ancora sono conservati al suo interno.

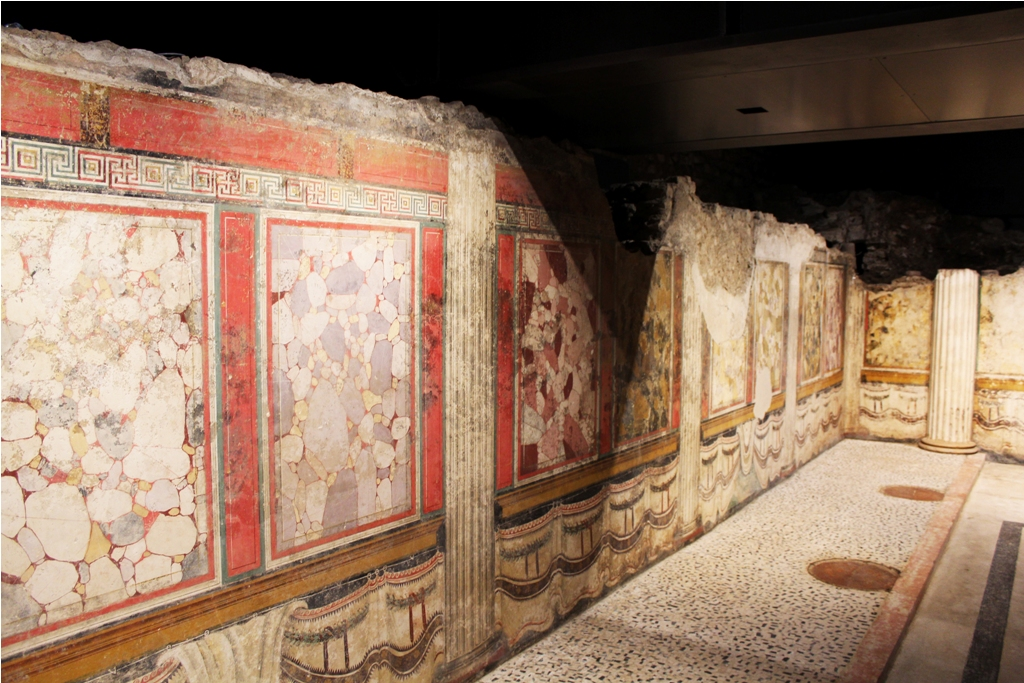
Pareti affrescate della quarta cella del Santuario Repubblicano del I secolo a.C.

Il timpano della cella, largamente ricostruito, era molto probabilmente ornato da alcune statue e la sommità, cioè l'acroterio, doveva essere composto da un grande gruppo statuario. Delle antiche colonne del tempio, solamente una è ancora presente completamente integra per tutta la sua lunghezza, ovvero la prima a sinistra, ben riconoscibile perché interamente bianca e non completata dai mattoni. Questa stessa colonna era inoltre l'unico resto che affiorava dal terreno nei primi dell'Ottocento, vale a dire quando la zona non era ancora stata indagata archeologicamente; a quell'epoca, infatti, la sommità emergeva di alcuni metri nel giardino del palazzo collocato sopra alle rovine.
Il tempio poteva essere ammirato dalla grande piazza un tempo antistante ad esso (l'omonima piazza del Foro che oggi si apre davanti al tempio non si discosta di molto dalle originali dimensioni), che al tempo rappresentava sicuramente il centro nevralgico della vita politica e mondana, delle feste e dei mercati e che era delimitata da un porticato, di cui rimane un'unica colonna corinzia, già precedentemente menzionata. Sul pavimento al di sotto di essa, inoltre, è incisa quella che potrebbe essere una rudimentale scacchiera, una tabula lusoria, probabile passatempo dei mercanti che avevano bottega qui.
Al tempio si accedeva attraverso una scalinata che saliva direttamente dal decumano massimo, suddivisa su due o tre rampe, che conduceva alla terrazza circondante l'edificio, forse allora arricchita da due fontane. Sempre dal decumano massimo si poteva invece scendere per un'altra scalinata, in linea con quella che saliva al tempio, arrivando così sul foro e da lì ai portici (il decumano si posizionava perciò a metà altezza fra il foro e il tempio), creando uno sfondo monumentale alla piazza.

## Il teatro

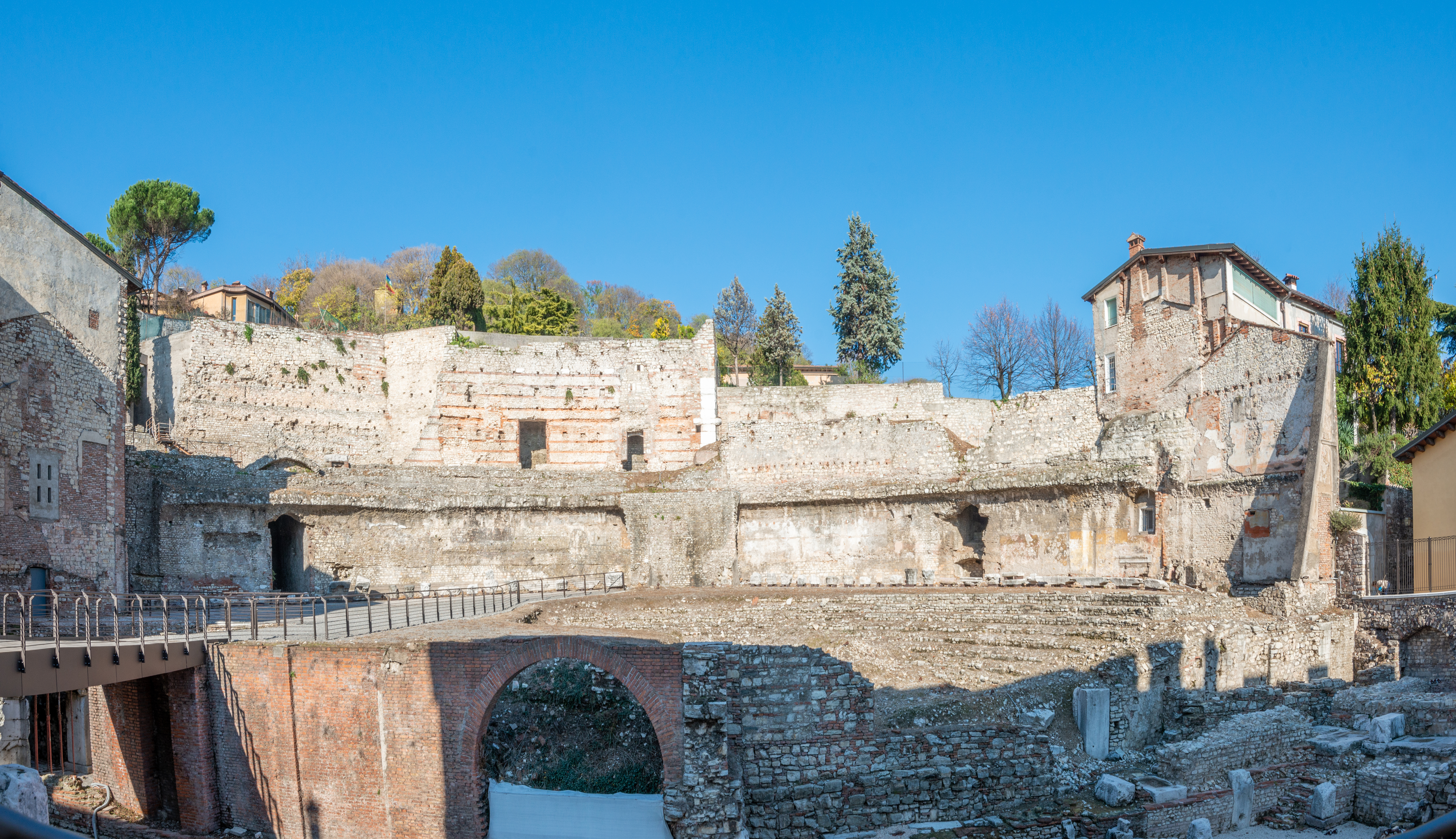
Le rovine della cavea del teatro

È inoltre fondamentale ricordare il grande teatro situato a destra del tempio, dalla caratteristica forma ad emiciclo, in parte occupato dalla presenza di palazzo Maggi Gambara, una residenza signorile edificata in epoca trecentesca proprio sulle gradinate. Della struttura non rimane molto: esistono tuttora le file più basse delle gradinate, poggianti direttamente sul terreno, mentre tutte quelle in passato sostenute da archi murari sono scomparse a causa del crollo di questi ultimi.